# طريق رقم 4 (العراق)
الطريق رقم 4 هو طريق سريع يمتد من بعقوبة، ويمر بمدينة جلولاء والسليمانية وصولًا إلى كركوك.